# Spinea
Spinea es una localidad de la Provincia de Venecia, en el Véneto, Italia. Su población es de 26.268 habitantes (2008) en una superficie de 15 km².

## Demografía
Habitantes censados
| Gráfica de evolución demográfica de Spinea entre 1861 y 2001 |
|                                                              |
| Fuente ISTAT - elaboración gráfica de Wikipedia              |

- Datos: Q46948
- Multimedia: Spinea / Q46948

1. ↑  Worldpostalcodes.org, código postal n.º 30038.
2. ↑  «Codici Catastali». Comuni-italiani.it (en italiano). Consultado el 29 de abril de 2017.